# Maria Luísa Mendonça
Maria Luísa Mendonça (ur. 30 stycznia 1970 w Rio de Janeiro) – brazylijska aktorka filmowa i telewizyjna.

## Życiorys
Maria Luísa Mendonça urodziła się 30 stycznia 1970 roku w Rio de Janeiro w Brazylii. Swoją karierę jako aktorka rozpoczęła w 1993 roku w wieku 23 lat w roli Buby w telenoweli Renascer. W 1996 roku po raz pierwszy zadebiutowała w filmie Kto zabił Pixote?, gdzie zagrała rolę Malu. W późniejszych latach wystąpiła również w innych filmach i serialach jak Corpo Dourado, Mandrake, Chwytaj dzień, Człowiek z przyszłości, Habi, la extranjera, Carandiru i wielu innych.
W 1998 roku zagrała rolę Any w filmie Promienne serce, a dwa lata później została nominowana jako najlepsza aktorka podczas 1. Festiwalu Filmowego Grande Prêmio Cinema Brasil, a także otrzymała nagrodę Srebrnego Kondora podczas Argentyńskiego Stowarzyszenia Krytyków Filmowych.

## Życie prywatne
Mendonça była dwukrotnie zamężna. Jej pierwszym mężem był Rogério Gallo, z którym rozwiodła się w 2000 roku, a w latach 2002-2004 była żoną Fabiano Gullane.

## Wybrana filmografia
- 1993: Renascer jako Buba
- 1995: Explode Coração jako Vera
- 1996: Kto zabił Pixote? jako Malu
- 1998: Corpo Dourado jako Amanda
- 1998: Promienne serce jako Ana
- 2000: A Muralha jako Margarida Olinto
- 2002: As Três Marias jako Maria Rosa
- 2003: Carandiru jako Dalva
- 2004: Um Só Coração jako Maria Bonomi
- 2004: Senhora do Destino jako Leila
- 2005: Mandrake jako Berta
- 2009-2010: Chwytaj dzień jako Alice Soares Gurgel
- 2011: Człowiek z przyszłości jako Sandra
- 2013: Habi, la extranjera jako Margarita